# Bragi Bergsson
Arnar Bragi Bergsson, född 30 april 1993 i Reykjavik, är en svensk-isländsk fotbollsspelare, artist och skådespelare som spelar för IF Väster. Han har även spelat ungdomslandskamper för Island. Han deltog år 2018 i TV4-programmet Idol där han kom på en delad tredjeplats. 2023 tävlade han i den isländska nationella uttagningen för Eurovision Song Contest, "Söngvakeppnin", under artistnamnet BRAGI.

## Fotbollskarriär
Bergsson, som är uppvuxen i Västra Frölunda, började spela fotboll i Västra Frölunda IF innan han som 17-åring tog steget till IFK Göteborg. Där tillhörde han klubbens U21-trupp, i samma generation som bland andra Sam Larsson och David Moberg Karlsson.
2013 flyttade han till ÍBV i isländska högstaligan där han i sin första match för klubben hjälpte dem vidare från den första omgången i Europa League-kvalet, med ett mål i slutminuterna som direkt avgjorde dubbelmötet med HB Tórshavn. Under sin tid i ÍBV delade han lägenhet med den förre engelske landslagsmålvakten David James.
I februari 2015 skrev Bergsson på för GAIS i Superettan. Året därefter lånades han under hösten ut till Fylkir, där han återförenades med sin gamla tränare från ÍBV, Hermann Hreidarsson
2017 spelade Bergsson för Uddevalla-föreningen IK Oddevold i Division 1 Södra, där han efter ett halvår i klubben blev lagkapten.
I december 2017 värvades Bergsson av Utsiktens BK, där han skrev på ett tvåårskontrakt. Inför säsongen 2022 återvände Bergsson till moderklubben Västra Frölunda IF.
Bergsson har också spelat för Torslanda IK i Svenska Futsalligan.

## Artistkarriär
Bergsson har arbetat som NO-lärare på Önneredsskolan i Göteborg och hösten 2018 deltog han i Idol på TV4.. Säsongen vanns av Sebastian Walldén.
2019 spelade Bergsson rollen som prins i Dröse & Norbergs musikal Snövit the musical som sattes upp bland annat på Göta Lejon i Stockholm och Lorensbergsteatern i Göteborg i maj 2020